# Société d'économétrie
La société d'économétrie est une société savante internationale dont l'objectif est de faire avancer la théorie économique à l'aide des statistiques économiques et des mathématiques appliquées liées à l'économie. 
Elle est considérée comme l'une des sociétés savantes les plus prestigieuses pour les économistes.
Les principales activités de la Société sont :
- la publication des revues Econometrica (depuis 1933), Quantitative Economics (depuis 2010) et Theoretical Economics (depuis 2006).
- la publication d'une série de monographies de recherche.
- l'organisation de rencontres scientifiques dans six régions du monde.

## Historique
Elle a été fondée le 29 décembre 1930 à Cleveland dans l'Ohio en présence de Ragnar Frisch, Charles F. Roos, Joseph Schumpeter, Harold Hotelling, Henry Schultz, Karl Menger, Edwin B. Wilson, Frederick C. Mills, François Divisia, William F. Ogburn, James Harvey Rogers, Malcolm C. Rorty, Carl Snyder, Walter A. Shewhart, Øystein Ore, Ingvar Wedervang et Norbert Wiener. 
Le premier président fut Irving Fisher.
En 2009, la Société a décidé de publier deux revues en libre accès, Theoretical Economics et Quantitative Economics.

## Prix et distinctions
- Médaille Frisch